# Mecynometa globosa
Mecynometa globosa är en spindelart som först beskrevs av O. Pickard-Cambridge 1889.  Mecynometa globosa ingår i släktet Mecynometa och familjen käkspindlar. Inga underarter finns listade i Catalogue of Life.